# Мисс Кейти и Мистер Макс
Mister Max (рус. Мистер Макс; род. 4 февраля 2011) и Miss Katy (рус. Мисс Кейти, Мисс Кети, Мисс Кэти; род. 31 января 2013) — брат и сестра из Одессы, одни из самых популярных детей-блогеров русскоязычного сегмента видеохостинга YouTube.

## История
Каналы были открыты отцом Максима и Кати. Сначала он снимал с участием детей просто забавные ролики, а потом происходящее стало больше похоже на семейный телесериал. Мать детей позже стала принимать участие в работе, так что это теперь стало семейным бизнесом.

## Тематика каналов
На каналах размещается контент, связанный с жизнью брата и сестры Максима и Кати.
Для детей придумываются развлечения, которые снимаются на видео. Примеры тем видеороликов: распаковка сладостей и игрушек и их тестирование, походы по магазинам, активный отдых, например, купание в бассейне, игры, поедание мороженого.
В одном из популярных сюжетов родители с детьми объезжали на машине рестораны «Макдональдс» в поисках покемонов, в другом дети отправились в квест по торговому центру, в третьем разбирали целый портфель со сладостями, в четвёртом родители украсили квартиру паутиной на Хеллоуин. Другие примеры сюжетов: Катя играет с куклами, Макс ходит по торговому центру.

## Доходы
По оценкам, только просмотры видеороликов на этих двух каналах приносят по партнёрской программе YouTube порядка 100 тысяч долларов в месяц. (По другой оценке, несколько сотен тысяч).
По состоянию на январь 2019 года суммарный доход от каналов за всё время оценивался в 300 миллионов рублей.
По состоянию на декабрь 2023 года приблизительный доход канала Miss Katy от AdSense составляет от 98 до 786 тысяч долларов в месяц, в то время как приблизительный доход канала Mister Max составляет от 58 до 420 тысяч долларов в месяц.
На заработанные деньги семья смогла в 2017 году переехать из Одессы в трёхэтажный особняк в Лондоне.

## Продвижение
Каналы Макса и Кати входят в украинскую многоканальную сеть AIR.